# Conscription en Belgique
 (janvier 2025).
La mise en forme du texte ne suit pas les recommandations de Wikipédia : il faut le « wikifier ».
Les points d'amélioration suivants sont les cas les plus fréquents. Le détail des points à revoir est peut-être précisé sur la page de discussion.
- Les titres sont pré-formatés par le logiciel. Ils ne sont ni en capitales, ni en gras.
- Le texte ne doit pas être écrit en capitales (les noms de famille non plus), ni en gras, ni en italique, ni en « petit »…
- Le gras n'est utilisé que pour surligner le titre de l'article dans l'introduction, une seule fois.
- L'italique est rarement utilisé : mots en langue étrangère, titres d'œuvres, noms de bateaux, etc.
- Les citations ne sont pas en italique mais en corps de texte normal. Elles sont entourées par des guillemets français : « et ».
- Les listes à puces sont à éviter, des paragraphes rédigés étant largement préférés. Les tableaux sont à réserver à la présentation de données structurées (résultats, etc.).
- Les appels de note de bas de page (petits chiffres en exposant, introduits par l'outil «  Source ») sont à placer entre la fin de phrase et le point final[comme ça].
- Les liens internes (vers d'autres articles de Wikipédia) sont à choisir avec parcimonie. Créez des liens vers des articles approfondissant le sujet. Les termes génériques sans rapport avec le sujet sont à éviter, ainsi que les répétitions de liens vers un même terme.
- Les liens externes sont à placer uniquement dans une section « Liens externes », à la fin de l'article. Ces liens sont à choisir avec parcimonie suivant les règles définies. Si un lien sert de source à l'article, son insertion dans le texte est à faire par les notes de bas de page.
- La présentation des références doit suivre les conventions bibliographiques. Il est recommandé d'utiliser les modèles {{Ouvrage}}, {{Chapitre}}, {{Article}}, {{Lien web}} et/ou {{Bibliographie}}. Le mode d'édition visuel peut mettre en forme automatiquement les références.
- Insérer une infobox (cadre d'informations à droite) n'est pas obligatoire pour parachever la mise en page.

Pour une aide détaillée, merci de consulter Aide:Wikification.
Si vous pensez que ces points ont été résolus, vous pouvez retirer ce bandeau et améliorer la mise en forme d'un autre article.

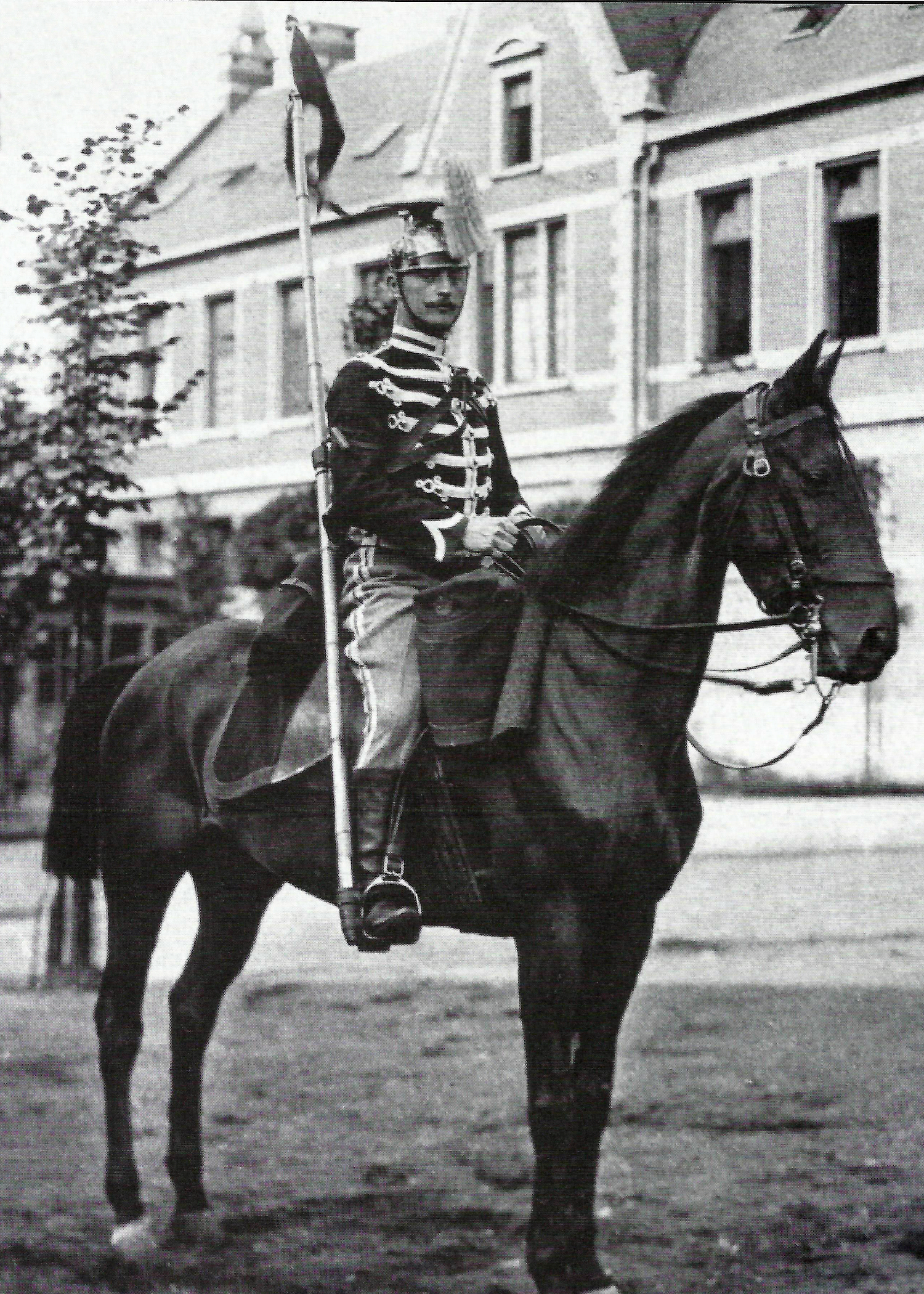
Milicien du 1er Régiment de Lanciers en 1914 (Grande tenue).

La conscription en Belgique était pour les jeunes hommes le service militaire obligatoire dans les forces armées belges, qui a existé depuis l'indépendance de la Belgique le 4 octobre 1830, jusqu'au projet du gouvernement Dehaene I et la loi du 31 décembre 1992 qui suspend le service militaire obligatoire, si bien que, depuis le 1er mars 1995, il n'y a plus d'appelés sous les drapeaux .

## Histoire

### Période antérieure à l’indépendance belge
Dans le royaume uni des Pays-Bas (1815-1830) créé par le congrès de Vienne pour réunir les Provinces-Unies (au nord) et les anciens Pays-Bas autrichiens, la loi de 1817 avait institué une levée annuelle de 8 000 miliciens et elle était d’application dans tout le pays. Cela permit plus tard, pendant la Campagne des Dix Jours, à 31 000 Belges d’affronter 36 000 militaires hollandais.

### Période du tirage au sort de 1830 à 1909
Après la déclaration d’indépendance du 4 octobre 1830, la Belgique conserva la loi de milice instituée antérieurement par le royaume uni des Pays-Bas. Celle-ci prévoyait que les forces armées devaient être constituées de préférence de volontaires, mais que l’effectif serait complété par des miliciens tirés au sort. Le contingent à appeler était réparti entre les provinces et les communes, proportionnellement à leur population. Les régiments mélangeaient flamands et francophones, mais la langue usuelle du commandement était le français.

#### Principe du tirage au sort
Pour permettre la levée annuelle, chaque commune du pays convoquait ses jeunes hommes ayant atteint l’âge de milice (19 ou 20 ans suivant la période) à un tirage au sort. Si une commune devait fournir 55 miliciens, les personnes ayant eu un numéro de 1 à 55 étaient, a priori, destinés au service militaire.
Mais l’examen médical de ceux-ci amenait des exemptions pour raisons physiques (taille inférieure à la taille minimum 1,57 m prescrite par l'article 91b de la loi du 8 janvier 1817 , constitution rachitique, index mutilé…), des candidats ayant tiré les numéros immédiatement après 55 étaient quand même appelés pour compléter le contingent communal.
Ceux qui n'avaient pas été appelés, étaient automatiquement exemptés pour un an. Si, après 4 exemptions pour un an, le jeune homme n'avait toujours pas été appelé alors il était exempté définitivement.

#### Substitution - Remplacement
Jusqu'en 1913, la loi de milice prévoyait qu’un milicien appelé pouvait se faire remplacer par une autre personne apte au service militaire. Ainsi, des jeunes de milieux aisés pouvaient échapper à leur obligation militaire par le remplacement, en payant un remplaçant .
De 1831 à 1840, il y eut près de 7 % de remplacements, chiffre qui monta même à 35 % en 1865.

#### Durée du service
Jusqu’en 1853, la durée du service n’était pas spécifiée dans la loi et elle variait entre 11 et 18 mois. Cette année-là elle fut fixée à 2 ans et 4 mois dans l'infanterie de ligne (mais 3 ans et 4 mois pour les grenadiers et carabiniers), 3 ans au génie, 3 à 4 ans dans l'artillerie et 4 ans et demi dans la cavalerie.

#### Effectifs du contingent
Le contingent de l'armée est voté annuellement par le Parlement (article 183 de la Constitution), à charge au gouvernement de fixer les modalités pratiques pour lever l'effectif concerné.
Lors de la guerre belgo-néerlandaise, la tentative néerlandaise d’invasion de 1831 amena le gouvernement belge à augmenter, de 1833 à 1839, le contingent annuel à 12 000 miliciens au maximum pour un effectif total de 110 000 militaires. Cependant comme 5 classes de miliciens étaient mobilisables, l'armée pouvait être composée de 60 000 miliciens. En 1847, la levée annuelle maximale de miliciens fut ramenée à 10 000, ce qui fait que seul un quart environ de jeunes hommes en âge de milice était effectivement incorporé. En 1884, l'incorporation fut relevée à 13 300.

#### Valorisation du service militaire
Dès 1867, l'armée organise pour les soldats illettrés des cours obligatoires d’écriture et de lecture.
À partir de 1903, les permissionnaires pouvaient rentrer gratuitement par train dans leur famille.

### Période de 1909 à 1913
Lors du tirage au sort, des jeunes de milieux aisés pouvaient échapper à leur obligation militaire par le remplacement, en payant un remplaçant peu fortuné . Le roi Léopold II trouve ce système injuste et arrive finalement à convaincre le Parlement de voter la loi instituant le service militaire obligatoire d’un fils par famille. Il eut à cœur de signer cette loi trois jours avant son décès le 17 décembre 1909.
Cette réforme permit à la levée de 1912 d’atteindre le chiffre de 21 000 miliciens, et de ramener la durée du service à 15 mois dans l’infanterie et le génie, 21 mois à l’artillerie et 24 mois dans la cavalerie.
La loi du 30 août 1913 institua le principe du service personnel, général et obligatoire pour tous les jeunes hommes.

### Période de l’entre-deux-guerres
En 1920, le gouvernement réduisit le temps à 10 mois dans l’infanterie, 12 mois à l’artillerie et 13 mois à la cavalerie. En 1923, la durée du service était de 12 mois pour toutes les armes. En 1928 elle fut réduite à 8 mois pour certaines fonctions. En 1936, lors de la réoccupation de la Ruhr par l’Allemagne, est fixée une durée uniforme de 12 mois pour tous, avec au besoin prolongation de 5 mois.

### Seconde guerre mondiale - Les CRAB
La loi sur la milice du 15 février 1937 organise la Réserve de recrutement, et des Centres de recrutement de l'Armée belge ou CRAB qui doivent en mai 1940 rassembler à l'arrière du front 300 000 jeunes de 16 à 35 ans. Dans le chaos de l'invasion allemande et la bataille, en plein exode en France, sans préparation et sans encadrement, ces jeunes hommes et adolescents se mettent en marche dans une totale improvisation. Le ministère de la Santé publique est rapidement submergé par les masses en mouvement arrivant dans le Midi de la France. Dans la nuit du 13 au 14 mai 1940, la mission est transférée au Ministère de la Défense nationale et plus spécialement au général Carlos de Selliers de Moranville sans les officiers et ravitaillements nécessaires. Ces jeunes connaissent la faim, les maladies et accidents, le manque de soins. Lors de la capitulation militaire belge (28 mai 1940), les jeunes Belges sont un moment considérés avec perplexité voire suspicion par certaines autorités de la IIIème République. Au cours de ces mois troublés, environ 400 jeunes des CRAB ont perdu la vie  sans aucune reconnaissance, jusqu'à l'arrêté royal du 12 avril 1990 qui crée un statut de reconnaissance nationale et une médaille des Centres de recrutement de l'Armée belge.

### Période de la guerre froide

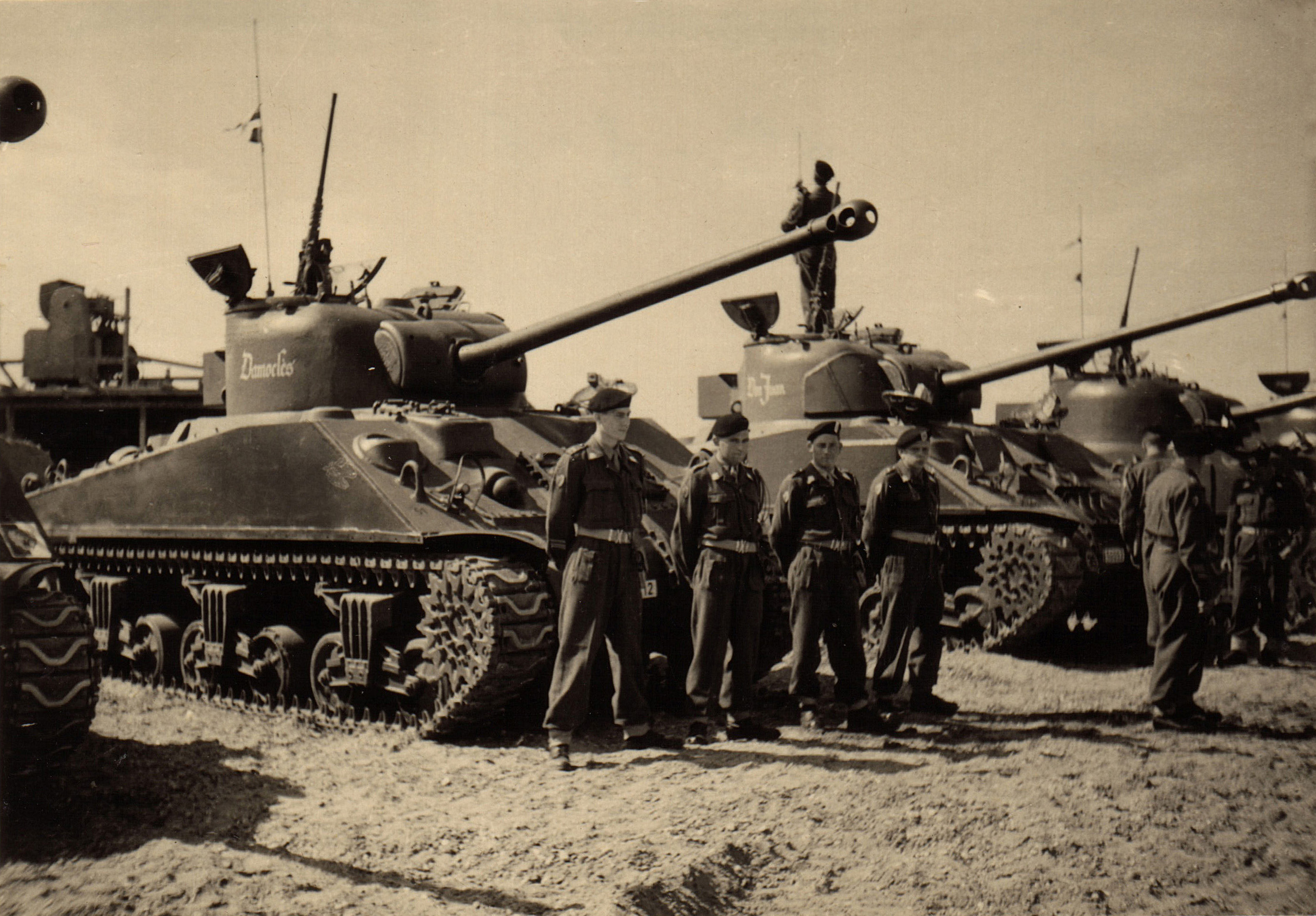
Miliciens du 1er Régiment de Lanciers en 1952.

, et toujours 15De 1945 à 1993, la durée du service n’a cessé de varier en fonction des circonstances :
- 1951, elle fut portée de 12 à 21 mois (guerre de Corée) ;
- 1952, durée de 24 mois puis 21 mois ;
- 1954, abaissement à 18 mois ;
- 1957, abaissement à 15 mois ;
- 1959 à 1974, retour à 12 mois de service pour les soldats et les candidats sous-officiers de réserve[12]. Mais pour les para-commandos[13],[14] et les candidats officiers de réserve la durée était de 15 mois ;
- 1977, la durée était de 8 mois en cas de service en Allemagne et de 10 mois en Belgique pour les soldats et candidats sous-officiers de réserve, 13 mois pour les candidats officiers de réserve et toujours 15 mois pour les para-commandos[14] ;
- 1993, 6 mois de service en Allemagne et 8 en Belgique (mais 15 mois pour les para-commandos et 11 pour les candidats officiers de réserve).

Durant cette période, c'est en 1951 que la proportion de miliciens dans l'armée fut la plus grande avec 66,9 % des 125 000 hommes.

### Durée de mobilisation
C'est la durée pendant laquelle les hommes d'une levée pouvaient être appelés soit pour des manœuvres militaires, soit parce que le Roi avait placé l'armée sur pied de guerre. La loi néerlandaise de 1817 la limitait à 5 ans. La loi sur la milice de 1909 prévoyait une durée de 8 années de mobilisation potentielle dans l’armée d’active suivie de 5 années dans la réserve. La loi de 1923 porta cette durée à 15 ans dans l’armée active et 10 ans dans l’armée territoriale. En 1951, la durée des obligations militaires fut ramenée à 15 ans. Finalement en 1974, cette durée fut ramenée à 8 ans.

### Enrôlement
Dans les années 1980, les miliciens de la levée concernée recevaient une convocation pour se présenter au Centre de Recrutement et de Sélection à la caserne du Petit-Château à Bruxelles pour y passer des examens médicaux et des tests psychotechniques. Les candidats intéressés pouvaient faire part de leur souhait d’effectuer leur service en tant que candidat sous-officier de réserve (CSOR) ou officier de réserve (COR). En fin de journée et en fonction de ses résultats aux tests, le milicien était informé des affectations possibles le concernant. Certains miliciens (nécessitant des examens médicaux plus approfondis) et les COR (pour subir des tests d’aptitude au commandement ou leadership) restaient deux jours supplémentaires.
Les miliciens de la levée 19... qui étaient déclarés apte au service militaire, constituaient alors la classe 19...
Un peu plus tard, le milicien apte au service recevait l’ordre de se présenter à telle date et à telle caserne pour y recevoir un entraînement de base d’un mois pour les soldats et CSOR, et de deux mois pour les COR. Cet entraînement concernait la réglementation militaire, l’entretien et l’utilisation de l’armement individuel (FAL, PM Vigneron, Browning GP) et des séances de tir.
Ensuite, après une formation plus approfondie et un examen, le CSOR était nommé sergent et le COR sous-lieutenant. Puis les miliciens étaient transférés dans l’unité où ils allaient passer le reste du service et où ils recevaient un entraînement plus spécifique à l’unité concernée.
Pendant son service le milicien percevait une solde. En 1954 elle s'élevait à 10 BEF/jour pour un soldat, et 30 BEF/jour pour un sous-officier, soit l'équivalent en 2023 de respectivement 2,35 et 7,05 €/jour. A cette époque chaque milicien recevait aussi gratuitement 20 paquets de cigarettes par mois. Les non-fumeurs avaient donc la possibilité d'améliorer leur paie par la vente de ces paquets.
Durant leur incorporation, les miliciens, comme tous les militaires, étaient soumis à la discipline militaire . En cas d'infraction pénale (par exemple refus d'obéissance en service, rébellion avec menace à l'égard d'un supérieur, destruction volontaire d'équipement militaire ...), ils relevaient du Conseil de guerre (tribunal militaire). S'ils écopaient d'une peine de x jours d'arrêts de rigueur (où le militaire cesse son service et est enfermé , sous le contrôle du médecin), la durée de leur service militaire était prolongée de x jours mais sans pouvoir dépasser un maximum de 100 jours. Le Conseil de guerre pouvait aussi les condamner à des peines de prison en cas d'infraction pénale grave (par exemple révolte en groupe, violence, désertion, vol) ou même à la peine de mort (meurtre d'un supérieur).
La loi du 10 avril 2003 supprime les juridictions militaires en temps de paix, mais les maintient en temps de guerre.
À la fin du service militaire, le milicien était placé en congé illimité jusqu'à l'extinction de ses obligations militaires, ensuite il était mis en congé définitif et congédié du Dépôt d'Armée dont il dépendait.
Après leur période de service, les sous-officiers et officiers de réserve étaient rappelables quelquefois pour des manœuvres de l'armée. Un sergent de réserve rappelé était souvent promu par après 1er sergent. Quant aux officiers de réserve désireux de progresser en grade, ils devaient consacrer une partie de leurs congés annuels civils à suivre des compléments de formation militaire.

### Suspension de la conscription
Le 3 juillet 1992, le gouvernement décidait de suspendre les lois sur la milice, et que la levée de 1993 serait la dernière appelée sous les armes. Le 9 février 1995, le Conseil des Ministres décidait de renvoyer, dès le 1er mars, les 819 derniers appelés encore sous les armes. Le service militaire obligatoire a donc disparu le 28 février 1995 à minuit.
Les lois concernées n'ont pas été abrogées mais seulement suspendues. Une nouvelle loi pourrait rétablir la conscription.

## Impact réel

### Constat
Après 1945, et l’année de ses 16 ans, tout Belge de sexe masculin domicilié en Belgique ou au Congo belge,, recevait une notification officielle l’avertissant qu’il était inscrit sur les listes de recrutement pour la levée de l’année de ses 19 ans, en exécution des articles 4 ou 5 des lois coordonnées sur la milice. Il était informé qu’il pouvait demander un devancement d'appel pour commencer le service actif l'année de ses 18 ans (incorporation en septembre de ladite année) ; ou demander un sursis, un ajournement, une dispense ou une exemption pour des motifs qui lui étaient spécifiés.
Sur base des annuaires statistiques de la Défense Nationale, les estimations suivantes ont été établies :
| Année | Effectifs potentiels de la levée | Miliciens effectivement aptes et disponibles |
| ----- | -------------------------------- | -------------------------------------------- |
| 1920  | 72 404                           | 82,5 %                                       |
| 1939  | 83 439                           | 54,6%                                        |
| 1948  | 99 266                           | 42,6 %                                       |
| 1952  | 140 604                          | 47,0 %                                       |
| 1960  | 105 410                          | 34,8 %                                       |
| 1976  | 210 984                          | 18,1 %                                       |

On constate que si 82,5 % des hommes de la levée 1920 étaient effectivement aptes et disponibles pour un service militaire, à partir des années 1960 les chiffres tombent à 30 - 25 %, et même en dessous de 20 % à partir de 1976.

### Causes
En janvier de chaque année une demande de sursis au service militaire pour poursuite d'études pouvait être faite. Elle était accordé automatiquement sur présentation d'une attestation de l'établissement d'enseignement, mais pour un nombre limité de fois dépendant des études suivies (de 5 à 12 sursis maximum), et notifiée à l'intéressé via un formulaire Modèle n° 18 émis par le Ministère de l'Intérieur.
Un ajournement pour cause d'inaptitude physique pouvait être obtenu dans certains cas de maladie ou d'infirmité.
Ces 2 facteurs n’avaient pas d’impact final sur le contingent puisqu’ils ne faisaient que retarder l’incorporation dans l’armée.
Une dispense du service militaire pour cause morale pouvait être demandé par :
- les veufs non remariés ayant au moins un enfant à charge ;
- les soutiens de famille ;
- les personnes qui avaient au moins 5 frères ou sœurs en vie ;
- les personnes dont 2 frères avaient accompli ou étaient en train d’accomplir un service actif.

Une exemption définitive du service pouvait aussi être obtenue pour certains cas de maladie ou d’infirmité.
Une exemption pouvait aussi être accordée par le ministre de l'Intérieur et de la Fonction publique aux jeunes appelés qui avaient un contrat agréé de coopérant et qui travaillaient effectivement dans un pays en voie de développement pendant au moins 24 mois. Mais il ne s’agissait que d’une exemption en temps de paix. En cas de guerre, l’armée pouvait les rappeler au service.
Enfin un jeune reconnu comme objecteur de conscience pouvait satisfaire à ses obligations militaires soit en effectuant un service militaire non armé dans une unité non combattante (1993 : 6 mois en RFA, 8 mois en Belgique) ; soit en accomplissant un service civil de remplacement, à la Protection civile, ou dans un organisme d'utilité publique s'occupant de santé publique et d'aide aux personnes âgées (1993 : 10 mois) ou d’activités socioculturelles (1993 : 12 mois).
Ces trois derniers facteurs (dispense, exemption, objection de conscience) impactaient l’effectif disponible pour des unités combattantes. Leur recours plus fréquent au fil des années explique la diminution des miliciens disponibles pour un service armé.

## Conclusions
Après la Seconde guerre mondiale, la technicité de plus en plus grande des armes nécessita un accroissement de l’engagement de volontaires (durée minimale de prestation : 2 ans portée ultérieurement à 5) au détriment de l’incorporation de miliciens (durée de prestation : autour de 12 mois). La plupart des fonctions techniques étaient réservées aux volontaires, les soldats miliciens étant affectés principalement à l’infanterie, aux tâches administratives et d’intendance, et au corps médical.
L’armée avait donc besoin de plus de volontaires par rapport aux miliciens. C’est ainsi que le taux de miliciens dans l’armée chuta de 67 % en 1951 à 38 % en 1974, année de l’adoption du plan de professionnalisation de l’armée.
S'il n'y eut jamais de conscription pour les citoyennes belges, la disparition de la conscription masculine  et le nombre insuffisant de volontaires masculins ont amené un plus grand recrutement de personnel volontaire féminin dans les forces armées en temps de paix [réf. à confirmer].